# Ciudad Sandino
Ciudad Sandino é um município da Nicarágua, situado no departamento de Manágua. Tem 51 km² de área e sua população em 2020 foi estimada em 108.822 habitantes.